# 初步地球參考模型
初步地球參考模型（英語：Preliminary reference earth model，PREM) 是一個一維模型，用一個函數, 根據地球半徑,來表達地球的平均屬性 . 通常是一個表格根據地球半徑，陳列地球特性，包括彈性、衰減、密度、壓力和重力。地震斷層掃描和其他全球地球物理的模型，都廣泛地用PREM為基礎。
PREM結合了非彈性物質的分散和各向異性因素，因此對於上地幔來說PREM是受頻率控制以及橫向各向同性的物理的模型。
根據國際大地測量學協會 (IAG) 和國際地震學和地球內部物理協會 (IASPEI) 的“標準地球模型委員會”的指導方針, Adam M. Dziewonski 和 Don L. Anderson 開發了PREM， 其他地球參考模型包括 iasp91
和 ak135 。